# Silumin
Silumin (dall'inglese Silicon and Aluminium – silicio e alluminio) è il nome generico di una serie di leghe di alluminio leggere e di alta resistenza con contenuto di silicio compreso tra il 2% ed il 22%. 
La lega con l'87-88% di tenore di alluminio e con il 12-13% di silicio è eutettica e viene chiamata Alpax. Più precisamente, con questo nome registrato si denominano le leghe eutettiche Al-Si additivate con lo 0,08% di sodio, che diminuisce il restringimento nel raffreddamento dopo la colata. Questa lega fu scoperta nel 1920 dall'ungherese Aladar Pacz (1882-1944) e segnò l'avvio dell'impiego delle leghe silumin.
L'aggiunta di silicio all'alluminio ne aumenta la fluidità allo stato liquido (colabilità), il che, insieme al basso costo (i due componenti di partenza sono relativamente economici), rende le leghe silumin ottime per realizzazioni su scala industriale di pezzi per fusione, come in passato i monoblocco dei motori per automobili da corsa.
Fra le caratteristiche vantaggiose è da annoverare l'alta resistenza alla corrosione, utile per l'impiego in ambienti umidi. 